# Vaporware
|  | Wiktionary har en ordboksartikel om vaporware. |

Vaporware (eller vapourware) betecknar mjukvara eller hårdvara som torgförs av en utvecklare långt innan den är färdig, men som sedan aldrig tycks dyka upp, med eller utan en segdragen utvecklingscykel. Termen antyder att det är fråga om avsiktlig lögn, eller åtminstone omotiverad optimism; det vill säga att den som presenterar produkten vet att utvecklingsprojektet ännu är i en så tidig fas att det inte går att ge trovärdiga utlåtanden om dess leveransdatum och specifikationer, eller om projektet går att slutföra över huvud taget. Ordet vaporware är bildat av de två engelska orden vapor (dunst, utdunstning) och -ware (som i mjuk- eller hårdvara), betydelsen är att produkten "dunstar" vid det utlovade leveransdatumet.